# 交通新聞社新書
交通新聞社新書（こうつうしんぶんしゃしんしょ）は、株式会社交通新聞社が発行する新書レーベル。2009年6月に創刊。キャッチコピーは「読む・知る･楽しむ 鉄道の世界」。近年は鉄道に限らず、交通全般を題材にしている。第1回配本は5冊の同時刊行が行われた。

## 概要
- 偶数月に発行する。刊行数は、2024年11月現在で182冊。
- カバーには交通新聞社の頭文字である「K」の字があしらわれていた。